# مارکتشورگاشت
مارکتشورگاشت (به آلمانی: Marktschorgast) یک شهر در آلمان است که در کولمباخ واقع شده‌است. مارکتشورگاشت ۱٬۶۲۹ نفر جمعیت دارد.